# Hjärup
Hjärup is een plaats in de gemeente Staffanstorp in het Zweedse landschap Skåne en de provincie Skåne län. De plaats heeft 4987 inwoners (2005) en een oppervlakte van 159 hectare. Hjärup wordt omringd door akkers.
In de plaats ligt Jakriborg, dit is een buurt gebouwd vanaf de jaren 90 van de 21e eeuw, de bouwstijl van deze wijk is opvallend te noemen het is een mix van de voorindustriële bouwstijl van dorpen in het gebied Lundaslätten en de bouwstijl van Hanzesteden aan de Noordzee en de Oostzee.

## Verkeer en vervoer
Bij de plaats lopen de E22 en Länsväg 108.
De plaats heeft een station aan de spoorlijnen Göteborg - Malmö en Katrineholm - Malmö.